# Napola – Elite für den Führer
Napola – Elite für den Führer é um filme alemão de 2004 dirigido por Dennis Gansel. Ele conta a história da amizade Friedrich Weimer (Max Riemelt) e Albrecht Stein (Tom Schilling) numa "Napola", instituição político-educacional para a formação de militares de elite.